# Cheval en Ukraine
Le cheval en Ukraine est présent depuis les premiers temps de sa domestication, au Néolithique du fait de la culture de Sredny Stog et de la culture de Botaï. L'Ukraine fait partie des territoires historiques qui ont hébergé le cheval sauvage Tarpan, à l'origine de toutes les races domestiques modernes. Des haras d'État sont créés puis gérés à l'époque russe et soviétique, notamment le haras de Derkul et le haras de Strelets. 
L'élevage a principalement pour objectifs le travail, le sport, la viande et le lait. L'Ukraine élève trois races de chevaux natives que sont le Selle ukrainien, le Novoalexandrovsk et le Huçul, ainsi que de nombreuses races d'origine étrangère, notamment russes et allemandes. 
La population chevaline connaît une nette diminution au début du XXIe siècle. Dans le sud du pays, l'élevage des chevaux est désormais contraint par le réchauffement climatique.

## Histoire
L'Ukraine fait partie des territoires où la domestication du cheval est présumée avoir eu lieu, notamment en raison de preuves de son utilisation parmi la culture de Sredny Stog et la culture de Botaï, à Dereivka. Elle a longtemps été tenue pour le foyer de la domestication originelle du cheval,, avant que de nouvelles découvertes ne re-situent cette domestication entre le Don et la Volga (Russie).
Le hameau de Danylivka (uk), près de la rivière Derkoul, est choisi par l'impératrice de Russie Catherine II pour y créer le haras de Derkul le 22 avril 1765. 
Le dernier Tarpan sauvage connu est tué sur le territoire ukrainien en 1851 ou en 1898. À l'époque soviétique, l'Ukraine héberge des haras nationaux dans lesquels des races spécifiques sont créées, notamment le Strelets au haras de Strelets.

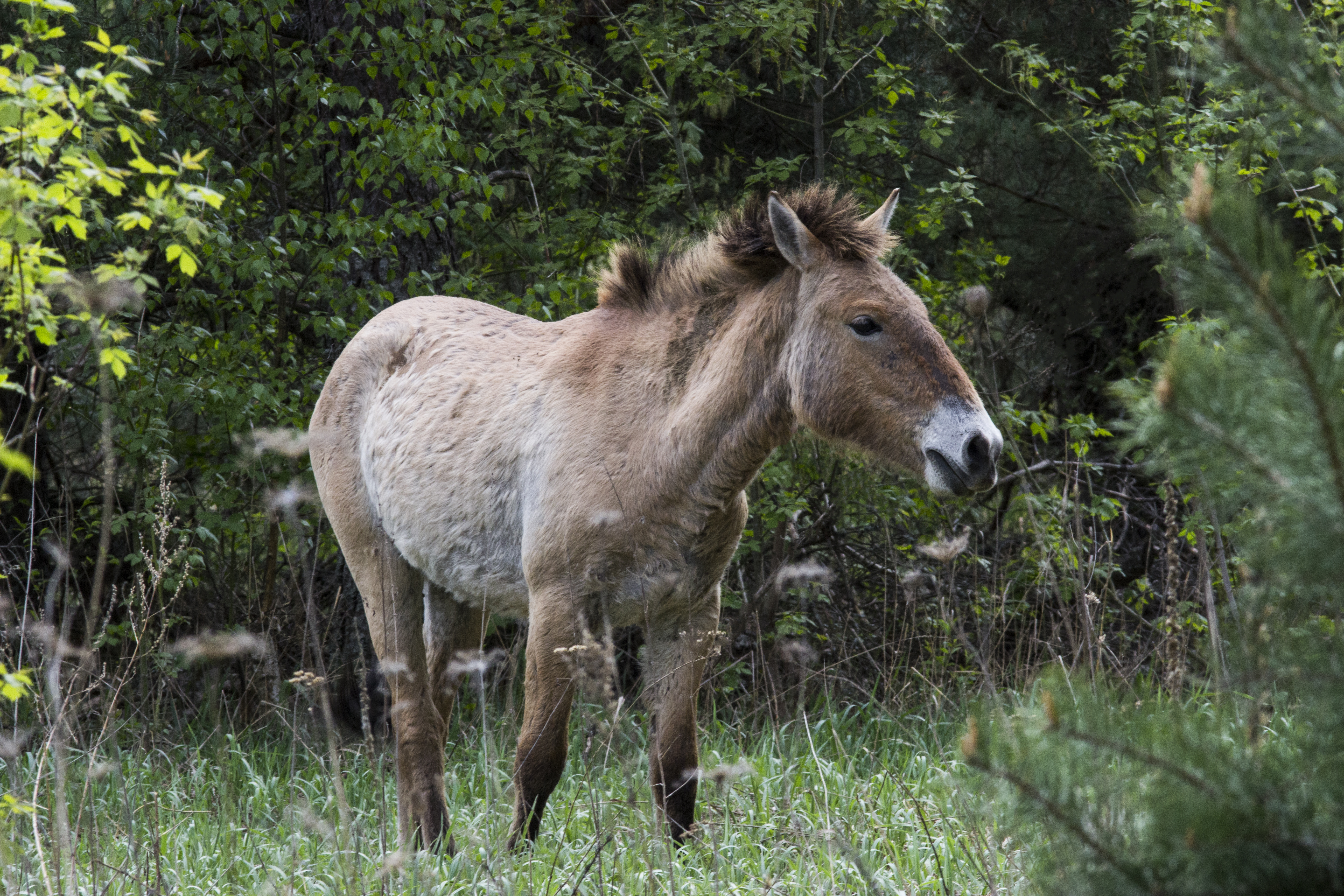
Cheval de Przewalski dans la zone d'exclusion de Tchernobyl, en 2018.

Au début des années 1990, l'Ukraine compte 754 000 chevaux recensés. Le cheval de Przewalski est introduit dans la zone d'exclusion de Tchernobyl en 1998, 19 chevaux domestiques appartenant à des paysans locaux y vivant déjà à la même époque. D'après CAB International, la population de chevaux d'Ukraine a diminué de moitié entre le milieu des années 1990 et le milieu des années 2010. En 2001, 701 200 têtes sont comptabilisées, pour 675 000 en 2007.
D'importants changements dans l'élevage du cheval surviennent entre 2002 et 2019, à travers la création et l'élimination d'élevage de races Boudienny, Trait russe et Trotteur français. En 2019, le nombre de juments des races Novoalexandrovsk, Trotteur d'Orlov, Trotteur russe, Trakehner, Selle ukrainien et Pur-sang a considérablement diminué, seul le Hanovrien connaissant une expansion.
Dans le cadre de l'invasion de l'Ukraine par la Russie en 2022, deux étalons de renommée internationale qui étaient bloqués à l'intérieur du Pays au haras de Zhashkov, Cornet Obolensky et Comme il faut, sont évacués vers la Pologne.

## Pratiques et usages
En Ukraine, le cheval est élevé pour sa force de travail, pour les sports équestres, mais aussi comme source de produits alimentaires tels que la viande et le lait.
L'Ukraine est présente sur les compétitions de saut d'obstacles au niveau international.

## Élevage
Au début des années 1990, l'Ukraine compte 11 haras nationaux.
Le réchauffement climatique a des effets sur l'élevage du cheval dans le sud de l'Ukraine, en raison des menaces pesant sur les terrains de pâturage, rendant l'élevage fortement dépendant de la météorologie. 

### Races élevées

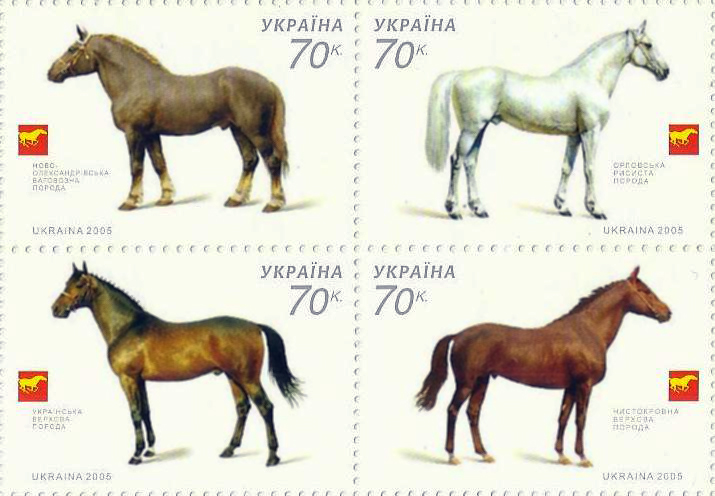
Timbres d'Ukraine célébrant quatre races de chevaux, dont deux locales : Selle ukrainien, Novoalexandrovsk, Pur-sang et Trotteur Orlov.

La base de données DAD-IS répertorie (en 2022) 21 races de chevaux élevées actuellement ou historiquement en Ukraine. Trois races natives subsistent toujours : le Novoalexandrovsk, le Selle ukrainien et le Huçul (nommé Gutsul en ukrainien), une race transfrontière présente dans une grande partie de l'Europe centrale et orientale. Les races les plus fréquemment rencontrées sont le Selle ukrainien, le Pur-sang, le Trotteur russe, le Trotteur d'Orlov, et le Novoalexandrovsk.
Les autres races de chevaux élevées en Ukraine sont principalement importées de l'Allemagne et de la Russie. Ainsi, l'Ukraine élève le Trotteur américain, le Trotteur d'Orlov, le Trotteur russe, le Trotteur français, le Hanovrien (en très faibles nombres), le Trakehner, le Westphalien, le Pur-sang, l'Arabe, le Boudienny, le Shetland, le Haflinger, le Letton, le Tori et le Trait russe. Aucune information n'est disponible dans les registres d'État en 2019 concernant les races Huçul, Tori, ainsi que le Shetland, ce qui peut être interprété comme une disparition de ces troupeaux d'élevage. 
Les races locales éteintes sont au nombre de quatre : le Tarpan, le Nogaï (cheval cosaque autrefois présent dans le sud du pays), l'Allemand de Bessarabie et le Strelets.
Le cheval de Przewalski s'est répandu dans la zone d'exclusion de Tchernobyl, où les bâtiments abandonnés peuvent éventuellement lui servir d'abri,.

### Maladies et parasitage
Les chevaux élevés en Ukraine centrale peuvent être parasités par des vers nématodes, et en particulier par des strongles,.
L'Ukraine est l'un des foyers de la fièvre du Nil occidental, un virus transmit aux chevaux par les moustiques, présent depuis les années 1990. La première analyse épidémiologique menée à ce sujet, datée de 2013, montre que le virus circule dans la majorité des régions du pays, avec une prévalence globale de 13,5 % d'infections.

## Culture

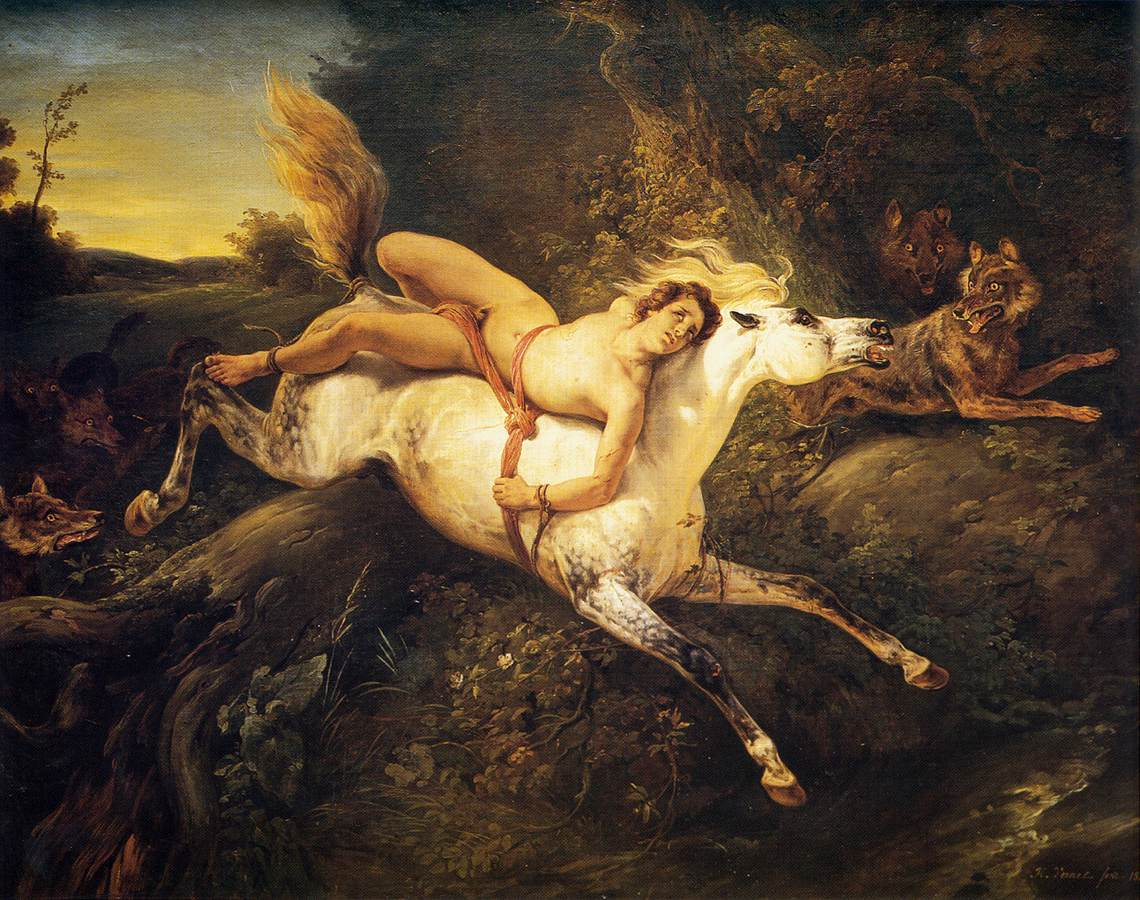
Mazepa et les loups (1826), par Horace Vernet.

Le cheval est très présent dans les contes et légendes d'Ukraine.
La vie mouvementée d'Ivan Mazepa, attaché nu sur un cheval sauvage qui doit le ramener dans sa patrie en Ukraine, est une source d'inspiration pour le mouvement romantique européen au XIXe siècle sur la base d'un récit de Voltaire, inspirant entre autres Victor Hugo, Lord Byron, Horace Vernet et Théodore Géricault.